# زمین‌لرزه‌های ۱۷–۱۹۱۶ نانتو
زمین‌لرزه‌های ۱۷-۱۹۱۶ نانتو ((به چینی: 1916年南投地震系列)؛ (به پین‌یینی: 1916 nián Nántóu dìzhèn xìliè)) رشته‌ای از زلزله‌ها بود که در سالهای ۱۹۱۶ و ۱۹۱۷ میلادی مرکز تایوان را تکان داد و باعث خسارتهای زیادی در منطقه کم جمعیت نانتو گردید. شمار کشتگان روی‌هم‌رفته ۷۱ نفر بوده است.
تاریخ زمین‌لرزه‌های اصلی این رشته به زمان یوتی‌سی به صورت زیر است:
- زمین لرزهٔ ۲۸ اوت ۱۹۱۶ برابر با ‎۶ شهریور ۱۲۹۵
- زمین لرزهٔ ۱۴ نوامبر ۱۹۱۶ برابر با ‎۲۳ آبان ۱۲۹۵
- زمین لرزهٔ ۴ ژانویه ۱۹۱۷ برابر با ‎۱۴ دی ۱۲۹۵
- زمین لرزهٔ ۶ ژانویه ۱۹۱۷ برابر با ‎۱۶ دی ۱۲۹۵

## زمین لرزهٔ ۲۸ اوت ۱۹۱۶
زمین‌لرزه ۲۸ اوت ۱۹۱۶ میلادی، برابر با ‎۶ شهریور ۱۲۹۵، ساعت ۷:۲۷:۰۵ به زمان یوتی‌سی رخ داد. ژرفای این زلزله ۵ کیلومتر بود. بزرگی آن ۷٫۲ در مقیاس بزرگای سازمان هواشناسی ژاپن (Mj) اعلام شده‌است. زمین‌لرزه به وقت محلی در روز دوشنبه، ساعت ۱۵ روی داده و منطقه زمانی آن یوتی‌سی +۸ بوده‌است .
سازمان زمین‌شناسی آمریکا نیز جای این زمین‌لرزه را در مختصات ۲۳°۴۲′شمالی ۱۲۰°۵۴′شرقی / ۲۳٫۷°شمالی ۱۲۰٫۹°شرقی و بزرگی آنرا برابر با ۶٫۵ در مقیاس ریشتر اعلام کرده‌است. 
شمار کشتگان زلزله حدود ۱۶ نفر بوده‌است.تعداد زخمیان ۱۵۹ نفر برآورده شده‌است.

## زمین لرزهٔ ۱۴ نوامبر ۱۹۱۶
زمین‌لرزه نانتو ۱۴ نوامبر ۱۹۱۶ میلادی، برابر با ‎۲۳ آبان ۱۲۹۵، ساعت ۲۲:۳۱:۳۳ به زمان یوتی‌سی رخ داد. بزرگی آن ۶ در مقیاس ریشتر اعلام شده‌است. زمین‌لرزه به وقت محلی در روز چهارشنبه، ساعت ۶ روی داده و منطقه زمانی آن یوتی‌سی +۸ بوده‌است .
سازمان زمین‌شناسی آمریکا نیز جای این زمین‌لرزه را در مختصات ۲۴°شمالی ۱۲۱°شرقی / ۲۴°شمالی ۱۲۱°شرقی و بزرگی آنرا برابر با ۶ در مقیاس ریشتر اعلام کرده‌است. 
شمار کشتگان زلزله حدود ۱ نفر بوده‌است.تعداد زخمیان ۲۰ نفر برآورده شده‌است.